# Juvignac
Juvignac är en kommun i departementet Hérault i regionen Occitanien i södra Frankrike. Kommunen ligger i kantonen Montpellier 10e Canton som tillhör arrondissementet Montpellier. År 2022 hade Juvignac 13 776 invånare.

## Befolkningsutveckling
Antalet invånare i kommunen Juvignac
Referens:INSEE